# Plúteus
|  | Aquest article tracta sobre la larva dels equinoderms. Si cerqueu el gènere de fongs, vegeu «Pluteus». |

Larva plúteus d'eriçó en l'estadi planctònic observada sota microscopi.

Plúteus és el primer estadi larvari lliure dels eriçons i estrelles de mar amb potes, que és planctònica. Hom la fa derivar embriològicament de la larva dipléurula comuna a tots els equinoderms i en diferencia dos sub-tipus: L'equinoplúteus (equinoïdeus) i l'ofioplúteus (ofiuroïdeus). Plúteus és la primera forma de l'eriçó en descloure's l'ou en plena mar. Són totalment transparents i la seva forma evoca una Torre Eiffel microscòpica, proveïda de tres a sis "braços" ciliats (tanmateix cada grup d'eriçons té els seus trets particulars en la forma larvària). Aquests braços estan reforçats per un fi esquelet calcari, més o menys desenvolupat segons les espècies, i fàcilment visible al microscopi de llum polaritzada. Aquests braços són el mitjà de locomoció i nutrició de la larva a la que li manquen cilis en cap altra part del seu cos i dirigeixen l'aliment cap a la boca, en posició central a la corona de braços, que ja està formada així com un rudimentari intestí al que s'ha dividit en tres segments acabant en un anus ja format en altres fases del desenvolupament embrionari (deuterostomia).
Les larves deriven formant part del plàncton durant diverses setmanes (de vegades diversos mesos, fins i tot anys) on s'alimenten principalment de fitoplàncton, a continuació es deixen caure cap al fons per a fixar-se sobre un substrat i començar-hi la seva metamorfosi en petits eriçons juvenils, encara particularment vulnerables.
Aquestes larves plúteus tenen una simetria bilateral, contràriament als equinoderms adults que són pentaradiats (simetria radial d'ordre 5): Aquestes larves són doncs la prova que els equinoderms són originalment bilaterals, la simetria pentaradial és adquirida secundàriament durant la metamorfosi.
Certes espècies polars han desenvolupat un mode de reproducció diferent, dita «lecitoròfica» (la reproducció clàssica dels eriçons anomenada «planctotrofa»): La fecundació és sempre externa, però es fa amb gàmetes més grossos i menys nombrosos, del qual el desenvolupament esdevé directament sobre de petits juvenils, sense passar per l'estadi planctònic. Les femelles d'aquestes espècies tenen cambres d'incubació característiques.
Pel que fa als casos de reproducció asexual s'han observat en larves de Dendraster excentricus, i podrien passar en altres espècies: En aigües riques en nutrients però també en depredadors, les larves planctòniques són capaces de dividir-se per fissió, duplicant així les seves possibilitats de supervivència.

## Ús en recerca
L'eriçó de mar és un model molt utilitzat en investigació: Realitzar una fecundació en laboratori és relativament simple, i les cohorts d'eriçó són fàcils a mantenir a baix cost contràriament al d'altres models animals. A més, els seus ous i les seves larves són transparents, el que permet una excel·lent observació dels processos cel·lulars. Les espècies més utilitzades en investigació científica són sobretot Arbacia punctulata i Strongylocentrotus purpuratus.
D'altra banda les larves plúteus desenvolupen deformacions si les concentracions de contaminants a l'aigua sobrepassen un cert llindar. Són doncs utilitzats en ecotoxicologia com indicadors de contaminació del medi. Així mateix, el percentatge d'oòcits fecundats disminueix amb l'augment dels contaminants al medi: La densitat de larves és doncs, ella també, significatiu de l'estat de l'aigua.
Durant més d'un segle, els embriòlegs han utilitzat A. punctulata com a model experimental, perquè els nombrosos embrions produïts en una sola posta es desenvolupen de manera síncrona.
En genètic, durant decennis, l'embrió d'eriçó s'ha usat per establir la teoria cromosòmica de l'herència, la descripció dels centrosomes, la partenogènesi i la fecundació. Els treballs d'investigació en el transcurs dels darrers trenta anys, han permès comprendre fenòmens tals com l'ARNm estable i el control de la traducció genètica, l'aïllament i la caracterització del fus mitòtic, i la constatació que les principals proteïnes estructurals del fus són els microtúbuls.
El primer equinoderm del que es seqüencià totalment el genoma fou l'eriçó porpra Strongylocentrotus purpuratus.

## Galeria

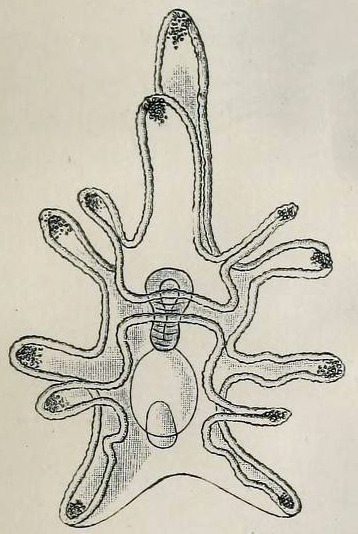
Esquema de desenvolupament d'un plúteus.
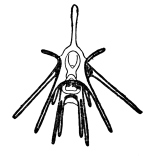
Un altre esquema de plúteus
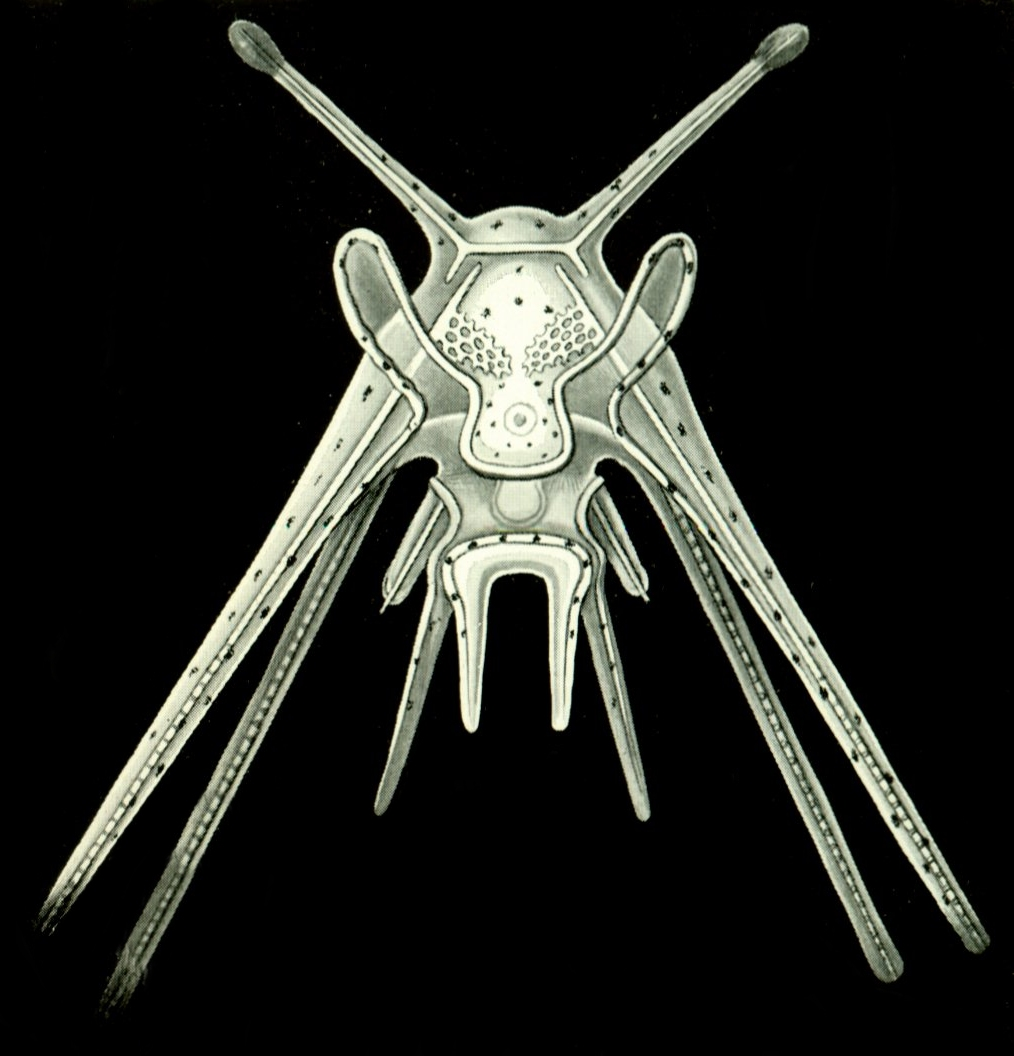
Plúteus d'eriçó negre dibuixat per Ernst Haeckel
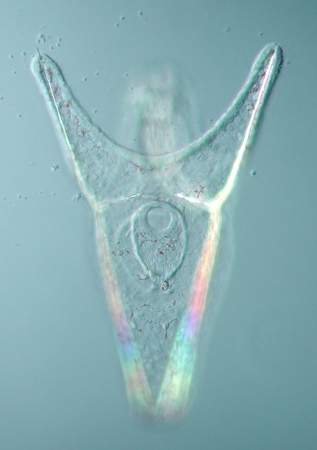
Psammechinus miliaris
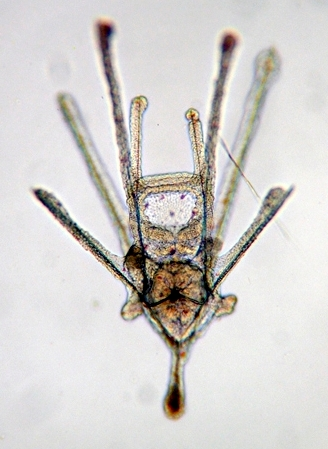
Echinocardium cordatum
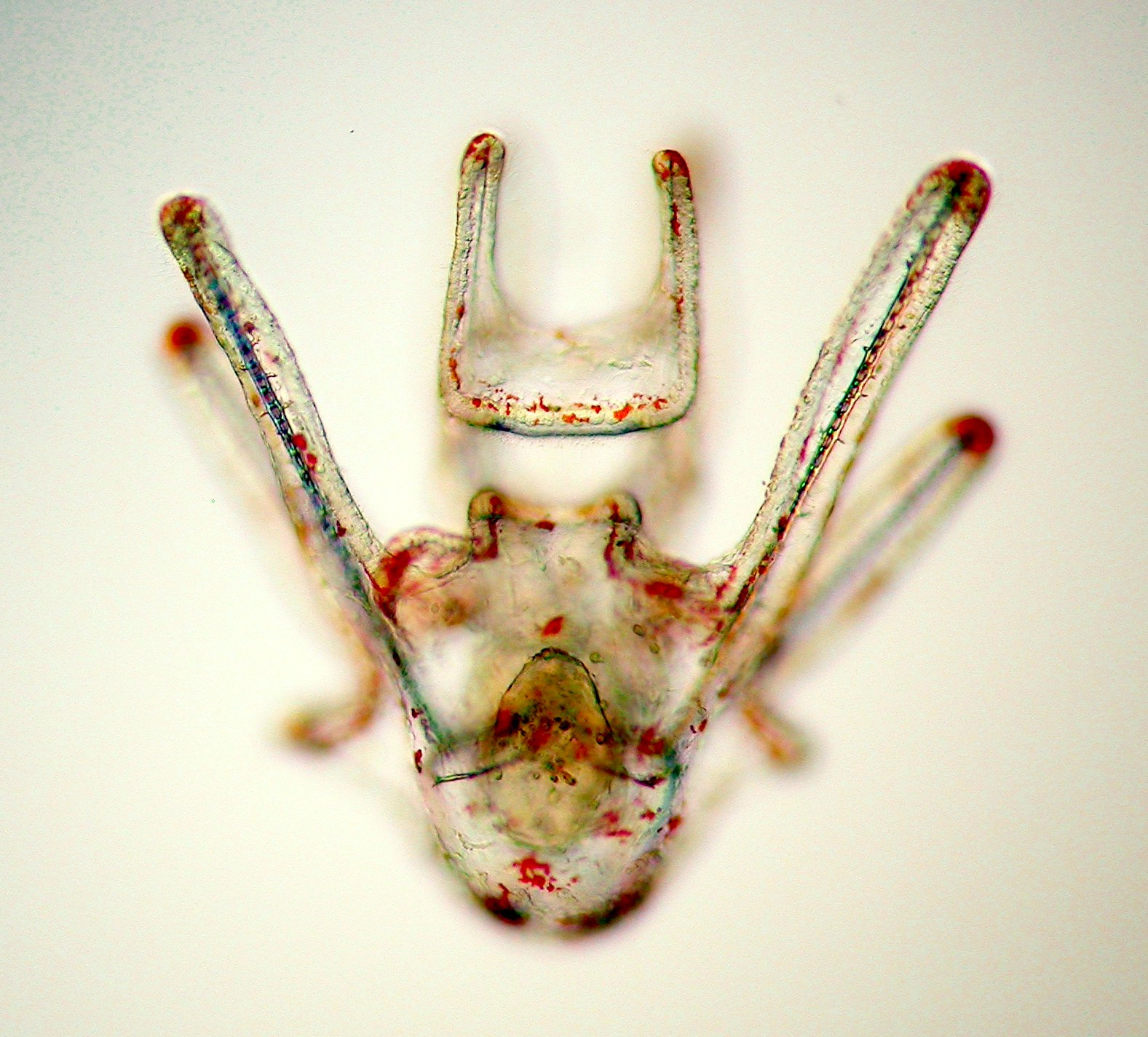
Clypeaster subdepressus
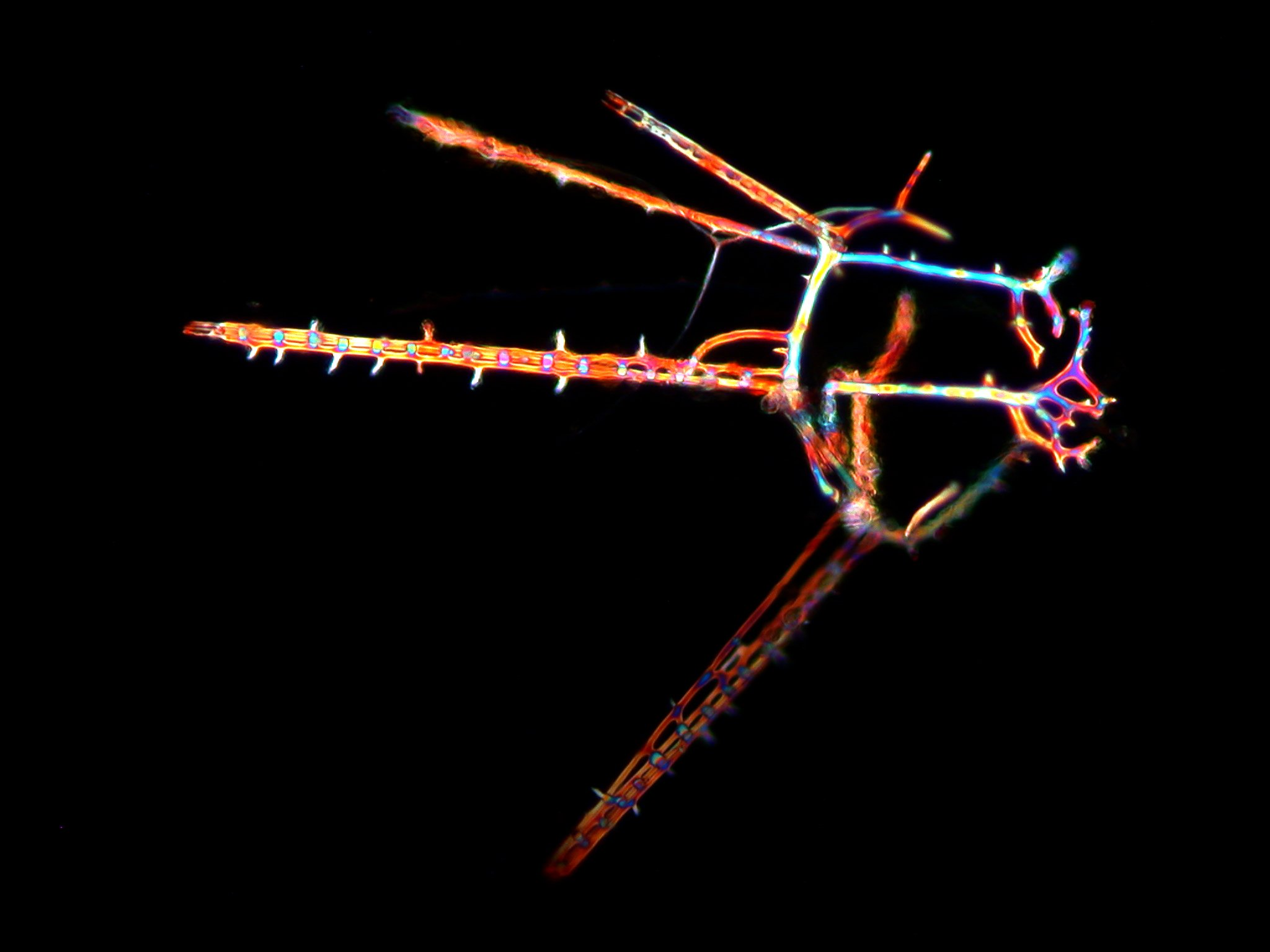
Esquelet calcari d'una plúteus de C. subdepressus evidenciat sota llum polaritzada